# 任秋实
任秋实，北京大学教授，主要从事激光与光子生物医学、分子医学影像等方面的研究工作。入选中华人民共和国教育部第八批"长江学者"特聘教授，中国国家杰出青年基金获得者。